# 矢田公作
矢田 公作（やだ こうさく、1984年7月2日 - ）は、アメリカ合衆国オレゴン州出身の実業家、元プロバスケットボール選手。190cm、90kg。

## 来歴
日系3世の母を持つ米国人で、「矢田」は叔父が持っていた姓である。
ハーバード大学卒業後に来日。しかしビザの問題などから選手契約に至らずレラカムイ北海道とアシスタントコーチ契約。
2008年、東京アパッチにドラフト全体8位指名を受け入団。
その後、ビジネス界に転身し、2010年5月にBIG TREE GLOBAL株式会社を設立。